# Постолюк, Александр Павлович
Александр Павлович Постолюк (1920—1982) — старший сержант Советской армии, участник Великой Отечественной войны, Герой Советского Союза (1943), лишён всех званий и наград в связи с осуждением.

## Биография
Александр Постолюк родился 20 октября 1920 года в селе Луговики (ныне — Полесский район Киевской области Украины) в крестьянской семье. Украинец. Перед началом Великой Отечественной войны работал в совхозе имени В. И. Ленина Кагановичского района Киевской области. В начале войны был эвакуирован.
1 января 1942 года Постолюк был призван на службу в Рабоче-крестьянскую Красную армию Мирзачульским районным военным комиссариатом Ташкентской области. С 1942 года — на фронтах Великой Отечественной войны. Принимал участие в Курской битве.
К октябрю 1943 года Постолюк имел звание старшего сержанта и занимал должность комсорга батальона 120-го стрелкового полка 69-й стрелковой дивизии 65-й армии Центрального фронта. Отличился во время битвы за Днепр. После выхода частей 69-й стрелковой дивизии к Днепру Постолюк возглавил передовой отряд из 16 человек. На рассвете 15 октября 1943 года отряд форсировал реку в районе села Радуль Лоевского района Гомельской области. Переправившись через реку, бойцы отряда сразу вступили в бой. В бою Постолюк лично уничтожил 8 солдат противника и захватил одного в плен, а также захватил исправный станковый пулемёт. Немецкие подразделения были выбиты из первой траншеи, но вскоре перешли в контратаку. Уже начавшаяся переправа была приостановлена ввиду массированного обстрела, и отряд, отбив 10 контратак противника, сам перешёл в контратаку. Не ожидавшие подобного немецкие подразделения отошли, что позволило отряду захватить высоту. На этой высоте отряду удалось отбить ещё семь контратак. В бою Постолюк был ранен, но остался в строю, уничтожил ещё 8 немецких солдат. Во второй половине дня переправа была возобновлена.
30 октября 1943 года Указом Президиума Верховного Совета СССР старший сержант Александр Постолюк за «мужество и героизм, проявленные в борьбе с немецко-фашистскими захватчиками» был удостоен высокого звания Героя Советского Союза с вручением ордена Ленина и медали «Золотая Звезда» за номером 2226. Помимо него, за этот бой звания Героя Советского Союза были удостоены ещё 26 бойцов.
Постолюк был направлен на учёбу в военное училище, однако не окончил его и в 1946 году был уволен в запас. Первоначально проживал в родном селе в Киевской области, в 1950 году переехал в совхоз «Приазовский» Приморско-Ахтарского района Краснодарского края.
Вскоре после этого он был осуждён к лишению свободы за хищение социалистической собственности. 7 февраля 1951 года Указом Президиума Верховного Совета СССР он был лишён звания Героя Советского Союза и всех наград. 12 сентября 1956 года за совершение хищения народный суд Гулькевичского района Краснодарского края приговорил его к 1 году лишения свободы, 8 марта 1957 года Постолюк был условно-досрочно освобождён. 27 июля 1964 года Тимашёвским районным судом Постолюк был приговорён за совершение кражи к 1 году лишения свободы, условно-досрочно освободился 14 мая 1965 года. 22 февраля 1969 года за совершение кражи Постолюк был приговорён Приморско-Ахтарским районным судом к 1 году 6 месяцам лишения свободы, 22 февраля 1971 года освободился.
После последнего освобождения проживал и работал в совхозе «Приазовском». Умер 26 октября 1982 года.
В августе 1988 года ходатайство о восстановлении в звании Героя Советского Союза подала сестра Постолюка, однако оно было отклонено.
Был также награждён орденом Красной Звезды (1943), рядом медалей.